# Приск Томийский
Приск — святой мученик томийский. День памяти — 1 октября.
Святой Приск, а вместе с ним Крескент (Crescens) и Евагрий (Evagrius) пострадали в городе Томы, что на Чёрном море. Известен также Приск, пострадавший во Фригии (память 21 сентября).